# Supercoppa di Croazia
La Supercoppa croata di calcio (in croato Hrvatski nogometni superkup) è la competizione annuale in cui si affrontano in un'unica gara i campioni di Croazia in carica con i detentori della Coppa di Croazia ed è stata istituita nel 1992.
Salvo rare eccezioni viene disputata in casa dei vincitori della 1. HNL, nel caso in cui tale squadra abbia fatto la doppietta campionato-coppa (in croato dupla kruna oppure dvostruka kruna, in italiano "doppia corona") la sfida non viene disputata.

## Albo d'oro
- In giallo le vincitrici.
- La Dinamo Zagabria dal 1992 al 1999 si è chiamata Croazia Zagabria.

| Anno | Vincitore campionato                                                | Risultato                                                           | Vincitore coppa                                                     |
| ---- | ------------------------------------------------------------------- | ------------------------------------------------------------------- | ------------------------------------------------------------------- |
| 1992 | Hajduk                                                              | 0–0 (dts) (3-1 dtr)                                                 | Inker Zaprešić                                                      |
| 1993 | Croazia                                                             | 4–4 e 0–0 (gfc)                                                     | Hajduk                                                              |
| 1994 | Hajduk                                                              | 1–0 e 0–1 (dts) (5-4 dtr)                                           | Croazia                                                             |
| 1995 | non disputata (double Hajduk)                                       | non disputata (double Hajduk)                                       | non disputata (double Hajduk)                                       |
| 1996 | non disputata (double Croazia)                                      | non disputata (double Croazia)                                      | non disputata (double Croazia)                                      |
| 1997 | non disputata (double Croazia)                                      | non disputata (double Croazia)                                      | non disputata (double Croazia)                                      |
| 1998 | non disputata (double Croazia)                                      | non disputata (double Croazia)                                      | non disputata (double Croazia)                                      |
| 1999 | non disputata (Croazia ed Osijek non si sono accordate sulla data)  | non disputata (Croazia ed Osijek non si sono accordate sulla data)  | non disputata (Croazia ed Osijek non si sono accordate sulla data)  |
| 2000 | non disputata (Dinamo e Hajduk non si sono accordate sulla formula) | non disputata (Dinamo e Hajduk non si sono accordate sulla formula) | non disputata (Dinamo e Hajduk non si sono accordate sulla formula) |
| 2001 | non disputata (Hajduk e Dinamo non si sono accordate sulla formula) | non disputata (Hajduk e Dinamo non si sono accordate sulla formula) | non disputata (Hajduk e Dinamo non si sono accordate sulla formula) |
| 2002 | NK Zagabria                                                         | 2–3 gg                                                              | Dinamo                                                              |
| 2003 | Dinamo                                                              | 4–1                                                                 | Hajduk                                                              |
| 2004 | Hajduk                                                              | 1–0                                                                 | Dinamo                                                              |
| 2005 | Hajduk                                                              | 1–0 (dts)                                                           | Rijeka                                                              |
| 2006 | Dinamo                                                              | 4–1                                                                 | Rijeka                                                              |
| 2007 | non disputata (double Dinamo)                                       | non disputata (double Dinamo)                                       | non disputata (double Dinamo)                                       |
| 2008 | non disputata (double Dinamo)                                       | non disputata (double Dinamo)                                       | non disputata (double Dinamo)                                       |
| 2009 | non disputata (double Dinamo)                                       | non disputata (double Dinamo)                                       | non disputata (double Dinamo)                                       |
| 2010 | Dinamo                                                              | 1–0                                                                 | Hajduk                                                              |
| 2011 | non disputata (double Dinamo)                                       | non disputata (double Dinamo)                                       | non disputata (double Dinamo)                                       |
| 2012 | non disputata (double Dinamo)                                       | non disputata (double Dinamo)                                       | non disputata (double Dinamo)                                       |
| 2013 | Dinamo                                                              | 1–1 (dts) (4-1 dtr)                                                 | Hajduk                                                              |
| 2014 | Dinamo                                                              | 1–2                                                                 | Rijeka                                                              |
| 2015 | non disputata (double Dinamo)                                       | non disputata (double Dinamo)                                       | non disputata (double Dinamo)                                       |
| 2016 | non disputata (double Dinamo)                                       | non disputata (double Dinamo)                                       | non disputata (double Dinamo)                                       |
| 2017 | non disputata (double Rijeka)                                       | non disputata (double Rijeka)                                       | non disputata (double Rijeka)                                       |
| 2018 | non disputata (double Dinamo)                                       | non disputata (double Dinamo)                                       | non disputata (double Dinamo)                                       |
| 2019 | Dinamo                                                              | 1–0                                                                 | Rijeka                                                              |
| 2020 | non disputata (Dinamo e Rijeka non si sono accordate sulla data)    | non disputata (Dinamo e Rijeka non si sono accordate sulla data)    | non disputata (Dinamo e Rijeka non si sono accordate sulla data)    |
| 2021 | non disputata (double Dinamo)                                       | non disputata (double Dinamo)                                       | non disputata (double Dinamo)                                       |
| 2022 | Dinamo                                                              | 0–0 (4-1 dtr)                                                       | Hajduk                                                              |
| 2023 | Dinamo                                                              | 1–0                                                                 | Hajduk                                                              |
| 2024 | non disputata (double Dinamo)                                       | non disputata (double Dinamo)                                       | non disputata (double Dinamo)                                       |
| 2025 | non disputata (double Rijeka)                                       | non disputata (double Rijeka)                                       | non disputata (double Rijeka)                                       |

## Titoli per club
| Club            | Vittorie | Sconfitte | Anni vittorie                                  | Anni sconfitte               |
| --------------- | -------- | --------- | ---------------------------------------------- | ---------------------------- |
| Dinamo Zagabria | 8        | 4         | 2002, 2003, 2006, 2010, 2013, 2019, 2022, 2023 | 1993, 1994, 2004, 2014       |
| Hajduk Spalato  | 5        | 5         | 1992, 1993, 1994, 2004, 2005                   | 2003, 2010, 2013, 2022, 2023 |
| Rijeka          | 1        | 3         | 2014                                           | 2005, 2006, 2019             |

## Dettagli degli incontri

### 1992
| Arbitro: | Dragutin Poljak (Zagabria) |

|                            |                      |                              |
| Bilić Miše Španjić Vučević | Tiri di rigore 3 – 1 | Soldo Perković Antolić Brlek |

### 1993
| Arbitro: | Antun Burilo (Osijek) |

|                                            |           |                                          |
| Cvitanović 21’ Vlaović 41’, 71’ Gašpar 64’ | Marcatori | 15’ Računica 43’, 54’ Mornar 69’ Pralija |

| Spalato 7 agosto 1993, ore 20:15 CET Ritorno | Hajduk Spalato          | 0 – 0 referto | Croazia Zagabria | Stadio di Poljud (30 000 spett.)\| Arbitro: \| Veljko Matković (Fiume) \| |
| Arbitro:                                     | Veljko Matković (Fiume) |               |                  |                                                                           |

### 1994
| Arbitro: | Ivan Vranaričić (Đakovo) |

|            |           |  |
| Mornar 43’ | Marcatori |  |

| Arbitro: | Željko Širić (Osijek) |

|                                              |                      |                                            |
| Cvitanović 68’ (rig.)                        | Marcatori            |                                            |
| Cvitanović Šašivarević Pamić Halilović Ladić | Tiri di rigore 3 – 4 | Andrijašević Rapaić Meštrović Vukas Štimac |

### 2002
| Arbitro: | Željko Širić (Osijek) |

|                                       |           |                         |
| Marić 1’ Zahora 41’ Petrović 92’ (gg) | Marcatori | 17’ Samardžić 30’ Krpan |

### 2003
| Arbitro: | Bebek (Fiume) |

|                                                 |           |              |
| Tomić 30’ Sedloski 48’ Eduardo 75’ Zahora 90+2’ | Marcatori | 23’ Rukavina |

### 2004
| Arbitro: | Bebek (Fiume) |

|              |           |  |
| Blatnjak 49’ | Marcatori |  |

### 2005
| Arbitro: | Željko Širić (Osijek) |

|               |           |  |
| Kranjčar 103’ | Marcatori |  |

### 2006
| Arbitro: | Draženko Kovačić (Križevci) |

|                                            |           |           |
| Etto 20’ Modrić 40’ Eduardo 62’ (rig.) 67’ | Marcatori | 51’ Bolić |

### 2010
| Arbitro: | Draženko Kovačić (Križevci) |

|            |           |  |
| Bišćan 77’ | Marcatori |  |

### 2013
| Arbitro: | Ante Vučemilović-Šimunović (Osijek) |

|                               |                      |                             |
| Čop 34’                       | Marcatori            | 76’ (rig.) Caktaš           |
| Šimunić Čop Halilović Antolić | Tiri di rigore 4 – 1 | Vršajević Jozinović Tomičić |

### 2014
| Arbitro: | Zlatko Šimčić (Koprivnica) |

|                          |           |            |
| Samardžič 11’ Moisés 70’ | Marcatori | 39’ Sigali |

### 2019
| Arbitro: | Mario Zebec (Varaždin) |

|           |           |  |
| Gojak 41’ | Marcatori |  |

### 2022
| Arbitro: | Pajač (Sveti Ivan Zelina) |

|                                  |                      |                       |
| Petković Oršić Ljubičić Ivanušec | Tiri di rigore 4 – 1 | Livaja Mlakar Vuković |

### 2023
| Arbitro: | Bel (Osijek) |

|              |           |  |
| Baturina 52’ | Marcatori |  |